# Slepý bankéř
Slepý bankéř (v anglickém originále The Blind Banker) je druhá epizoda televizního seriálu Sherlock, premiérově vysílaná na britských veřejnoprávních stanicích BBC One a BBC HD dne 1. srpna 2010. Scénář napsal Stephen Thompson, autory hudby jsou David Arnold a Michael Price.
Děj vychází z povídek Sira Arthura Conana Doylea Údolí strachu a Tančící figurky.
Slepého bankéře sledovalo na BBC One a BBC HD celkem 8,07 milionu diváků. Kritické přijetí bylo pozitivní, i když někteří recenzenti uvedli, že tato epizoda nedosáhla kvalit prvního dílu.[zdroj⁠?!]